# Radmanići
Radmanići su nenaseljeno mjesto u sastavu Grada Banje Luke, Republika Srpska, BiH.

## Stanovništvo
| Radmanići          |       |
| godina popisa      | 1991. |
| Hrvati             | 0     |
| Srbi               | 0     |
| Muslimani          | 0     |
| Jugoslaveni        | 0     |
| ostali i nepoznato | 0     |
| ukupno             | 0     |